# حثرة زاحفة
الحثرة الزاحفة أو المدّيد (باللاتينية: Boerhavia repens) نوع نباتي من جنس الحثرة.

## الموئل والانتشار
موطنه مناطق الوطن العربي المتوسطية حيث ينتشر في بلاد الشام  ووادي النيل والمغرب العربي.

## الوصف النباتي
نبات عشبي.